# Verwaltungsgemeinschaft Obercunnersdorf

Lage der Verwaltungsgemeinschaft Obercunnersdorf im Landkreis Görlitz (Stand: 31. Dezember 2012)

Die Verwaltungsgemeinschaft Obercunnersdorf  war eine sächsische Verwaltungsgemeinschaft im Landkreis Görlitz. Sie lag im Westen des Landkreises, zirka 10 km südlich der Stadt Löbau und 22 km nordwestlich der Stadt Zittau. In ihr hatten sich die Gemeinden Niedercunnersdorf mit den Ortsteilen Niedercunnersdorf und Ottenhain sowie Obercunnersdorf mit den Ortsteilen Obercunnersdorf und Kottmarsdorf zusammengeschlossen.
Gegründet wurde die Verwaltungsgemeinschaft am 1. April 1994. Durch den Zusammenschluss von Ober- und Niedercunnersdorf mit Eibau zur Gemeinde Kottmar wurde sie mit Wirkung zum 1. Januar 2013 aufgelöst.